# 大根槽舌兰
大根槽舌兰（学名：Holcoglossum amesianum）为兰科槽舌兰属下的一个种。